# Фетинино (Бабушкинский район)
Фетинино — деревня в Бабушкинском районе Вологодской области.
Входит в состав сельского поселения Миньковское (до 2015 года входила в Юркинское сельское поселение), с точки зрения административно-территориального деления — в Фетининский сельсовет.
Расстояние до районного центра села имени Бабушкина по автодороге — 72 км, до деревни Юркино по прямой — 15 км. Ближайшие населённые пункты — Аниково, Починок, Павлово.
Население по данным переписи 2002 года — 45 человек (22 мужчины, 23 женщины). Всё население — русские.
В Фетинино расположена церковь во имя иконы Божией Матери Казанской — памятник архитектуры.